# TB-MDR

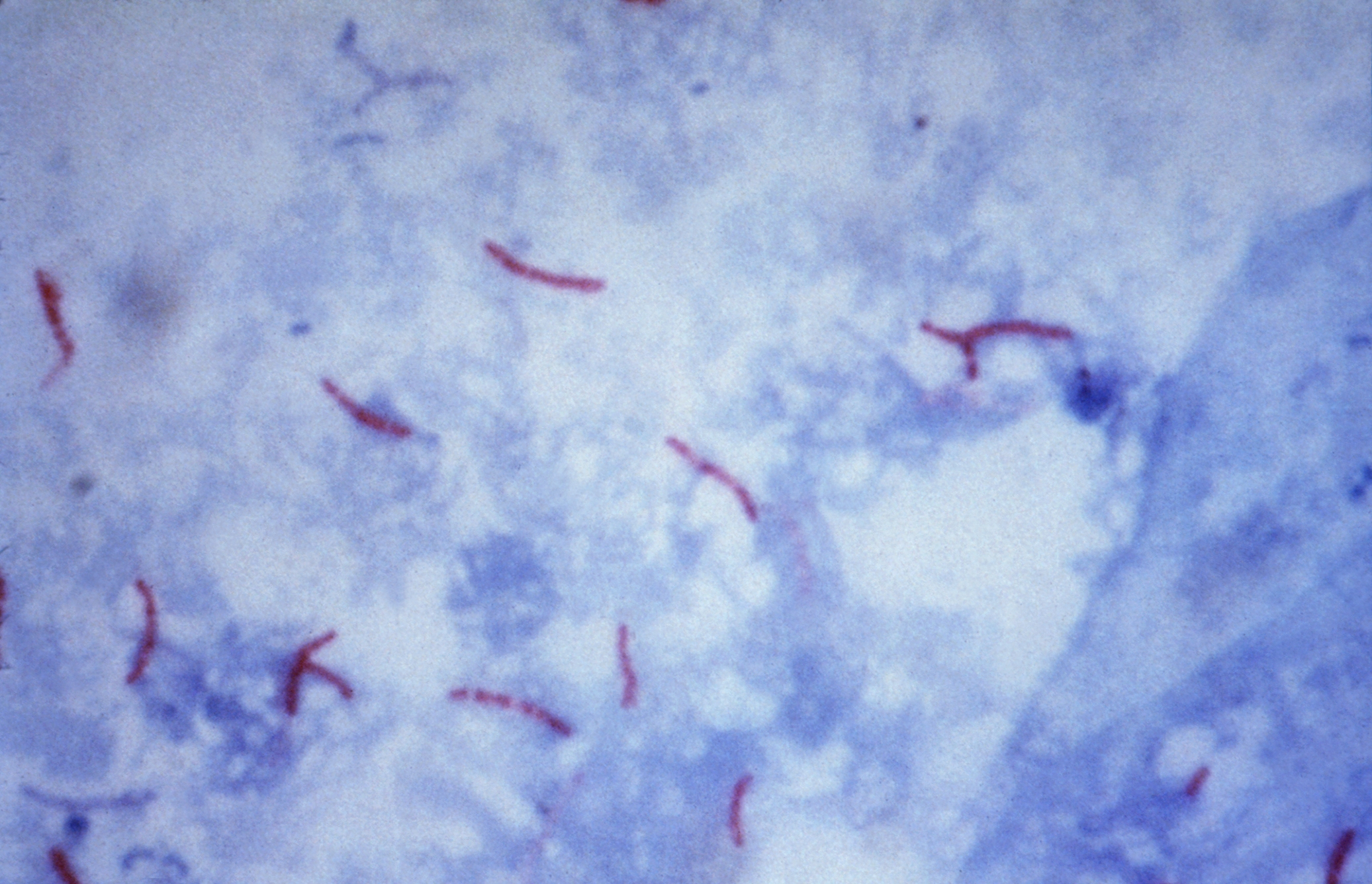
Bacterias de mycobacterium tuberculosis bacteria a un aumento 1000x, teñidas con la tinción de Zielh-Neelsen

Se conoce como tuberculosis multidrogorresistente (TB-MDR) es aquella infección por Mycobacterium tuberculosis por aquellas cepas de esta bacteria resistentes a los siguientes dos antibióticos de primera línea:
- Isoniacida
- Rifampicina

Los primeros casos fueron detectados en brotes en los Estados Unidos y Argentina a fines de la década de los 80s. Se requiere fármacos de segunda línea que son menos eficaces y con efectos adversos más graves. Se ha reportado una asociación de casos de TB-MDR con la infección por VIH y algunos estados de inmunosupresión.